# Полье, Адольф де

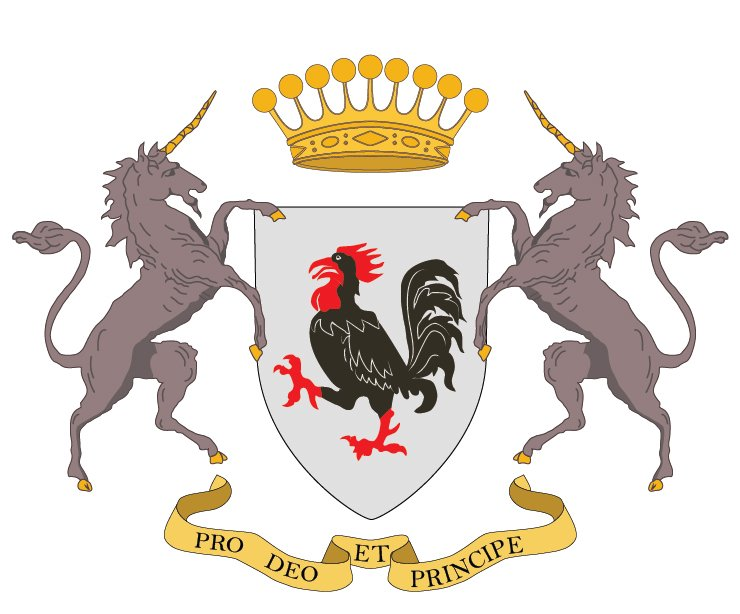
Фамильный герб семьи Полье

Адольф де Полье (18 июня 1795, Авиньон — 10 [22] марта 1830) — французский офицер, проходивший государственную службу в Российской империи. Известен как первооткрыватель алмазов в России.

## Биография
Адольф де Полье родился в семье военного инженера и историка-востоковеда Антуана-Луи Полье в городе Лозанна. Полье получил графство от французского короля. В 1826 году Полье женился на русской княгине Варваре Петровне Шаховской, которая жила в вилле между Женевой и Лозанной. Получив русское подданство, они переезжают в имение Парголово в Санкт-Петербурге.
В России Полье был удостоен придворного звания камергера и в чине коллежского асессора поступил на службу чиновником при министре финансов. Именно ему принадлежит инициатива устройства и восстановления Шуваловского парка. Для садовых и парковых работ он пригласил мастера по садоводству Петра Эрлера. Активно занимался делами парка и финансовыми делами Шаховской. Он был хорошим рисовальщиком и занимался минералогией. Полье открыл первое месторождение алмазов в России на Бисерском прииске, принадлежавшем его жене. Его работы по минералогии заслужили высокие отзывы и похвалы, в частности известного немецкого учёного Александра Гумбольдта, который сопровождал Полье в Уральских экспедициях.
За находку первых русских алмазов Полье был награждён орденом Святой Анны второй степени. В этой экспедиции Полье заболел, подхватив чахотку и спустя год умер. Похоронен в Шуваловском парке.